# Mezera výstupu
Mezera výstupu je odhadnutá makroekonomická veličina, která určuje pozici ekonomiky v hospodářském cyklu. Často se řadí mezi využívané souhrnné ukazatele působení poptávkových faktorů.